# ブロッホの定理
量子力学や物性物理学におけるブロッホの定理（ブロッホのていり、英: Bloch's theorem）とは、ハミルトニアンが空間的な周期性（並進対称性）をもつ場合に、その固有関数が満たす性質を表した定理のこと。1928年に、フェリックス・ブロッホによって導出された。
結晶は基本格子ベクトルだけ並進すると自分自身と重なり合うため、並進対称性を持つ。よって結晶のエネルギーバンドを計算する際にブロッホの定理は重要となる。

## 定理の内容
周期ポテンシャル{\displaystyle V({\boldsymbol {r}})=V({\boldsymbol {r}}+{\boldsymbol {R}})} 中の一電子の量子力学的なハミルトニアン演算子を{\displaystyle {\hat {H}}}とする。すなわち、
{\displaystyle {\hat {H}}=-{\frac {\hbar ^{2}}{2m}}\nabla ^{2}+V({\boldsymbol {r}})}
このとき、格子が3方向に基本格子ベクトル{\displaystyle {\boldsymbol {a}}_{1}}, {\displaystyle {\boldsymbol {a}}_{2}}, {\displaystyle {\boldsymbol {a}}_{3}}を持ち、格子ベクトル{\displaystyle {\boldsymbol {R}}} を
{\displaystyle {\boldsymbol {R}}=n_{1}{\boldsymbol {a}}_{1}+n_{2}{\boldsymbol {a}}_{2}+n_{3}{\boldsymbol {a}}_{3}} （{\displaystyle n_{1}}, {\displaystyle n_{2}}, {\displaystyle n_{3}}：整数）
とすると、{\displaystyle {\hat {H}}} の固有関数として次のような形の関数を選ぶことができる。
{\displaystyle \psi ({\boldsymbol {r}}+{\boldsymbol {R}})=e^{i{\boldsymbol {k}}\cdot {\boldsymbol {R}}}\psi ({\boldsymbol {r}})}
これがブロッホの定理である。

### ブロッホ関数
また、ブロッホの定理を満たす関数をブロッホ関数（またはブロッホ波、ブロッホ状態）といい、結晶中の電子の一電子状態を表すために用いられる。ブロッホ関数の一般形は、{\displaystyle u_{\boldsymbol {k}}({\boldsymbol {r}})} を格子の周期性を持つ関数{\displaystyle u_{\boldsymbol {k}}({\boldsymbol {r}}+{\boldsymbol {R}})=u_{\boldsymbol {k}}({\boldsymbol {r}})} として、
{\displaystyle \psi _{\boldsymbol {k}}({\boldsymbol {r}})=e^{i{\boldsymbol {k}}\cdot {\boldsymbol {r}}}u_{\boldsymbol {k}}({\boldsymbol {r}})}
と表される。

## 定理の証明
簡単のため1次元で考える。原子間の距離{\displaystyle a} で規則正しく並んだ1次元の結晶を考えると、結晶中の電子が感じるポテンシャルは次のような周期性を持つ。
{\displaystyle \dotsb =V(x-2a)=V(x-a)=V(x)=V(x+a)=V(x+2a)=\dotsb }
結晶中の電子を表すハミルトニアンは、次のように位置に依存する演算子である。
{\displaystyle {\hat {H}}(x)={\frac {{\hat {p}}^{2}}{2m}}+V(x)}
ポテンシャルと同様に、このハミルトニアンも原子間の距離 {\displaystyle a} だけの周期性を持つ。
{\displaystyle \dotsb ={\hat {H}}(x-2a)={\hat {H}}(x-a)={\hat {H}}(x)={\hat {H}}(x+a)={\hat {H}}(x+2a)=\dotsb }
ここで原子間の距離 {\displaystyle a} だけの並進を行う操作を表す並進演算子を{\displaystyle {\hat {T_{a}}}} とすると、
{\displaystyle {\begin{aligned}{\hat {T_{a}}}\left\{{\hat {H}}(x)\psi (x)\right\}&={\hat {H}}(x+a)\psi (x+a)\\&={\hat {H}}(x)\psi (x+a)\\&={\hat {H}}(x)\left\{{\hat {T_{a}}}\psi (x)\right\}\end{aligned}}}
{\displaystyle \therefore {\hat {T_{a}}}{\hat {H}}={\hat {H}}{\hat {T_{a}}}}
すなわち{\displaystyle {\hat {T_{a}}}} と{\displaystyle {\hat {H}}} は互いに交換し、同時固有関数を持つ。
{\displaystyle {\hat {H}}\psi (x)=E\psi (x)}
{\displaystyle {\hat {T_{a}}}\psi (x)=C_{a}\psi (x)}　―　(1)
ここで{\displaystyle E}, {\displaystyle C_{a}} は{\displaystyle {\hat {H}}},  {\displaystyle {\hat {T_{a}}}} の固有値である。
ここで、この固有関数について周期を {\displaystyle Na} とする周期境界条件（ボルン=フォン・カルマン境界条件）を課す。
{\displaystyle \psi (x+Na)=\psi (x)}　―　(2)
(1)式より、
{\displaystyle {\begin{aligned}{\hat {T_{a}}}\psi =\psi (x+a)&=C_{a}\psi (x)\\\psi (x+2a)&=C_{a}^{2}\psi (x)\\&\vdots \\\psi (x+Na)&=C_{a}^{N}\psi (x)\end{aligned}}}　―　(3)
ここで(2)式と(3)式を比べると、
{\displaystyle C_{a}^{N}=1=e^{i2\pi n}}　（{\displaystyle n}：整数）
{\displaystyle \therefore C_{a}=e^{i2\pi n/N}}　―　(4)
ここで
{\displaystyle k\equiv {\frac {2\pi {}n}{Na}}}
と定義すると、(4)式は、
{\displaystyle C_{a}=e^{ika}}
となる。よって、{\displaystyle C_{a}} の値を(1)式に代入すると、
{\displaystyle \psi (x+a)=e^{ika}\psi (x)}
となる。
3次元の場合も同様に、格子が3方向に基本格子ベクトル{\displaystyle {\boldsymbol {a}}_{1}}, {\displaystyle {\boldsymbol {a}}_{2}}, {\displaystyle {\boldsymbol {a}}_{3}}を持ち、格子ベクトル{\displaystyle {\boldsymbol {R}}} を
{\displaystyle {\boldsymbol {R}}=n_{1}{\boldsymbol {a}}_{1}+n_{2}{\boldsymbol {a}}_{2}+n_{3}{\boldsymbol {a}}_{3}} （{\displaystyle n_{1}}, {\displaystyle n_{2}}, {\displaystyle n_{3}}：整数）
とすると、並進演算子{\displaystyle {\hat {T_{\boldsymbol {R}}}}}を用いて3次元でのブロッホの定理が証明される。
{\displaystyle \psi ({\boldsymbol {r}}+{\boldsymbol {R}})=e^{i{\boldsymbol {k}}\cdot {\boldsymbol {R}}}\psi ({\boldsymbol {r}})}　―　(5)
また、
{\displaystyle u_{\boldsymbol {k}}({\boldsymbol {r}})\equiv e^{-i{\boldsymbol {k}}\cdot {\boldsymbol {r}}}\psi _{\boldsymbol {k}}({\boldsymbol {r}})}
によって定義した関数{\displaystyle u_{\boldsymbol {k}}({\boldsymbol {r}})} は、(5)式より、
{\displaystyle {\begin{aligned}u_{\boldsymbol {k}}({\boldsymbol {r}}+{\boldsymbol {R}})&=e^{-i{\boldsymbol {k}}\cdot ({\boldsymbol {r}}+{\boldsymbol {R}})}\psi _{\boldsymbol {k}}({\boldsymbol {r}}+{\boldsymbol {R}})\\&=e^{-i{\boldsymbol {k}}\cdot {\boldsymbol {r}}}\psi _{\boldsymbol {k}}({\boldsymbol {r}})\\&=u_{\boldsymbol {k}}({\boldsymbol {r}})\end{aligned}}}
となり、格子の周期性を持つ関数であることが示される。
このことより、ブロッホ関数の一般形は、{\displaystyle u_{\boldsymbol {k}}({\boldsymbol {r}})} を格子の周期性を持つ関数{\displaystyle u_{\boldsymbol {k}}({\boldsymbol {r}}+{\boldsymbol {R}})=u_{\boldsymbol {k}}({\boldsymbol {r}})} として、
{\displaystyle \psi _{\boldsymbol {k}}({\boldsymbol {r}})=e^{i{\boldsymbol {k}}\cdot {\boldsymbol {r}}}u_{\boldsymbol {k}}({\boldsymbol {r}})}
と表されることが証明された。

## バンド構造との関連性
バンド構造は、波数を変数としたときに、ある波数を持つ電子がどのようなエネルギー準位を持っているかを示すものである。とびとびの番号の指標{\displaystyle n} で指定されるエネルギー準位{\displaystyle E_{n}({\boldsymbol {k}})} は、波数ベクトル{\displaystyle {\boldsymbol {k}}} に応じて連続的に変化し、そのとりうる値の領域をエネルギーバンドと呼ぶ。原子配列のようにポテンシャルが規則正しく周期的に変化する結晶では、エネルギーバンドが存在する。
周期ポテンシャル内の電子が持つ結晶運動量は運動量に似た性質を持つ量で、ブロッホ関数の波数ベクトル{\displaystyle {\boldsymbol {k}}} に換算プランク定数 {\displaystyle \hbar } をかけたもので定義される。
結晶中に多数ある電子を考えるときに１電子の波動関数を用いる有効性については、密度汎関数理論によって保障されている。